# Linea Blu (metropolitana di Lisbona)
La linea Blu (in portoghese: linha Azul), anche nota come linea del Gabbiano (in portoghese: linha da Gaivota), è una linea della  metropolitana di Lisbona, a servizio dell'omonima città, capitale del Portogallo.
È stata la prima linea della metropolitana, inaugurata il 29 dicembre 1959.
La linea era lunga circa 6 km e comprendeva 11 stazioni (sette della attuale Linha Azul e 4 dell'attuale linea Gialla con una diramazione a Y alla stazione Rotunda, oggi chiamata Marquês de Pombal.
La linea comprende 18 stazioni, di cui 3 di interscambio con le altre linee: Baixa-Chiado con la linea Verde, São Sebastião con la Rossa e Marquês de Pombal con la Gialla.
I due capolinea sono Reboleira, inaugurata il 13 aprile 2016, e Santa Apolónia.